# Ansitz Saxental
Der Ansitz Saxental, gelegentlich auch Schloss Saxental genannt, befindet sich in der Gemeinde Saxen im politischen Bezirk Perg in Oberösterreich und steht unter Denkmalschutz (Listeneintrag). Das zwischen etwa 1800 und 1833 errichtete Gebäude kann als Nachfolgebau der ehemaligen Feste Sechsen aus dem 14. Jahrhundert bzw. des Schlosses Saxental (Landgut Prunnhof) angesehen werden, das sich allerdings auf der anderen, nordwestlichen Seite des Saxner Baches befand.
Das dreigeschoßige Gebäude mit seiner spätklassizistischen Fassade diente ursprünglich als Alterssitz der Grafen Clam-Martinic.

## Lage
Das Herrenhaus liegt heute am östlichen Ortsausgange der Marktgemeinde Saxen am Westufer des Saxner Baches in unmittelbarer Nähe zum Gemeindeamt Saxen.

## Geschichte

### Vorgängerbauten
Als landesfürstliches Lehen wurde die Feste Sechsen im 14. Jahrhundert unter Wilhelm und Wolfgang Hauser genannt. In der Folge ging der Sitz an die Wolfsteiner über, welche auch die Burg Clam besaßen (bis 1460). Beide Anwesen fielen an Kaiser Friedrich III., der sie an die Prueschenk, die späteren Grafen Hardegg, verlieh. Im Jahr 1648 wurde der Prunnhof im Besitz der Perger zu Clam zu einem adeligen Sitz erhoben und befand sich nach der Verleihung des Reichsgrafenstands an die Familie durch Kaiserin Maria Theresia in weiterer Folge im Besitz der Familie der Grafen Clam-Martinic.

### Ansitz Saxental
Auf dem Areal des abgekommenen Schlosses Saxental wurde Anfang des 19. Jahrhunderts der gräfliche Alterssitz an der Stelle des ehemaligen Baderhauses errichtet, wobei vorhandene ältere Gebäudeteile wiederverwendet wurden.
Im Jahr 1925 erwarb die Gemeinde Saxen den adeligen Sitz, renovierte das Gebäude und vermietete es über längere Zeit an Ärzte. Im Jahr 1983 erfolgte die Adaptierung des zweiten Obergeschoßes zu einer Wohnung sowie der Ausbau eines Teiles des Dachgeschoßes. Die Gemeinde Saxen erwog im Jahr 2022 die Verlegung des Gemeindeamtes Saxen in das Gebäude, diese Pläne wurden jedoch zugunsten eines Neubaus des Gemeindeamts verworfen, womit dessen Verkauf möglich wurde.
Im Jahr 2022 wurde das Gebäude von einem privaten Investor erworben, der die Revitalisation der in die Jahre gekommenen Immobilie begann. Laut Aussage des neuen Eigentümers sollen darin hochwertige Wohnungen zur Vermietung geschaffen werden.

## Beschreibung

### Baubeschreibung
Das Gebäude stellt sich als dreigeschoßiges, vier- mal zwei- beziehungsweise dreiachsiges Gebäude mit Walmdach dar. Die vier Fassadenseiten sind ansprechend gestaltet und jede für sich in eigener Gestaltung individuell gliedert, was eine bemerkenswerte Seltenheit darstellt.
Das Gebäude hat einen älteren Baukern, zumindest aus dem 18. Jahrhundert, wie die gewölbten Innenräume im Erdgeschoß zeigen. Im Erdgeschoß ist ein Tonnen- und ein Stichkappentonnengewölbe mit angeputzten Graten erhalten.

### Denkmalschutz
Das verfahrensgegenständliche Objekt scheint in der Verordnung des Bundesdenkmalamtes betreffend den politischen Bezirk Perg, Oberösterreich, GZ 45.131/11/2005, in Kraft getreten mit 31. Dezember 2005, wie folgt auf: „Ansitz, Saxen 3, EZ 48, Gst .1/1, KG 43018 Saxen“.

### Künstlerische und geschichtliche Bedeutung
Vom Bundesdenkmalamt wurde im Jahr 2023 eine neue Evaluierung in Auftrag gegeben, in der die Bedeutung des Objektes als Denkmal bestätigt wurde:

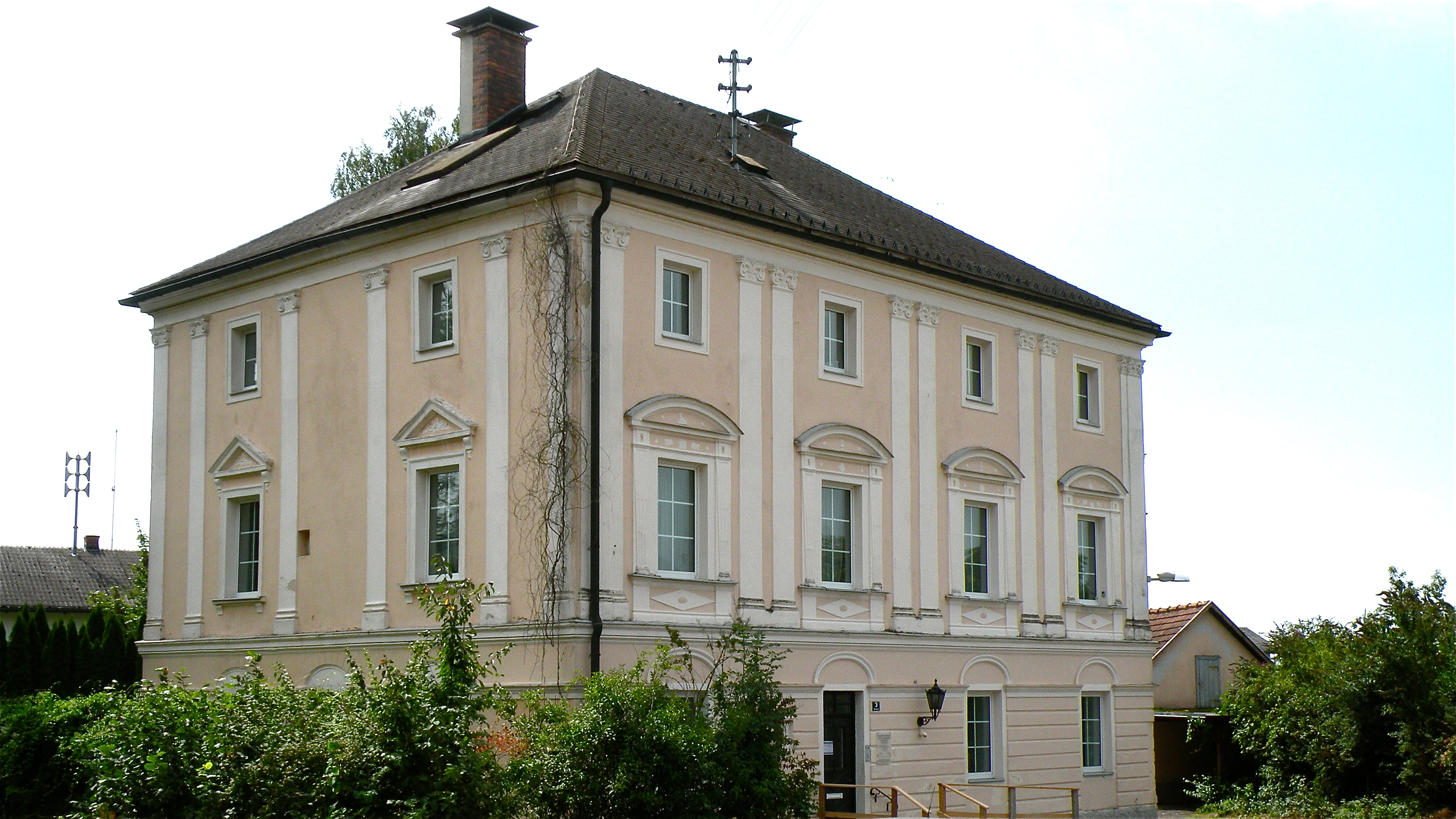
Ansitz Saxenthal von Norden gesehen

„Das in typischen Formen des späten Klassizismus gestaltete Gebäude zeigt an vier unterschiedlich gegliederten Fassaden die Bandbreite der Baukunst des 1. Drittels des 19. Jahrhunderts. Diese äußert sich besonders an der Doppelpilastergliederung der Obergeschoße, den reichen Fensterverzierungen mit Parapet- und Sturzdekor, aufwendigen Rahmungen und Verdachungen sowie dem schmiedeeisernen Balkon an der Gartenseite. Als Besonderheit ist die aufwendige, an jeder Schauseite individuell ausgeformte reich verzierte Fassadengestaltung zu werten, die in dieser Form nur selten zu finden ist. Nordwest- und Nordostfassade sind reicher und prächtiger gegliedert und präsentieren sich als Hauptansichtsseiten, da sie zur Straße zugewandt und daher von jedermann einsichtig waren. Diese reiche Gestaltung verdeutlicht den Willen des Bauherrn sein Gebäude auch nach außen hin als Repräsentant des herrschaftlichen Bauens zu zeigen. Die Gartenschauseite ist durch den schmiedeeisernen Balkon besonders akzentuiert, während die Putzgliederung etwas schlichter ausgeführt ist. Die Südwestfassade sticht durch das kleine, ikonografisch bemerkenswerte Relief über dem Eingangsportal sowie die über zwei Geschoße geführte Nutung hervor“

„Die dem österreichischen Hochadel angehörige Familie Clam, deren Vorfahren sich seit dem ausgehenden 15. Jahrhundert im Land ob der Enns niederließen, prägten die Kultur- und Wirtschaftsgeschichte der Region wesentlich, weshalb diesem Alterssitz der Grafen Clam geschichtliche Bedeutung zukommt. In seiner Funktion als Alterswohnsitz der Grafen Clam hat er überdies eine besondere sozialgeschichtliche Bedeutung. So zogen sich die Adeligen der älteren Generation oft in kleinere, etwas abgelegene Ansitze und Herrenhäuser zurück, um der nächsten Generation die Hauptsitze überlassen zu können, so wie es auch beim Luisenschlösschen in Stetteldorf am Wagram als Witwensitz der Gräfin Hardegg erfolgte. Dafür wurden entweder bereits bestehende Gebäude adaptiert oder neue errichtet. In Saxen kam es wie auch beim Vergleichsbeispiel zur Errichtung eines Gebäudes unter Einbeziehung älterer Teile eines Vorgängerbaus. Diese präsentieren sich noch eindrucksvoll im aufgehenden Mauerwerks im Keller-und Erdgeschoß sowie in den Tonnen- und Stichkappentonnengewölben im Inneren der beiden Geschoße. So kommt diesen Ausstattungselementen besondere baugeschichtliche Bedeutung zu“

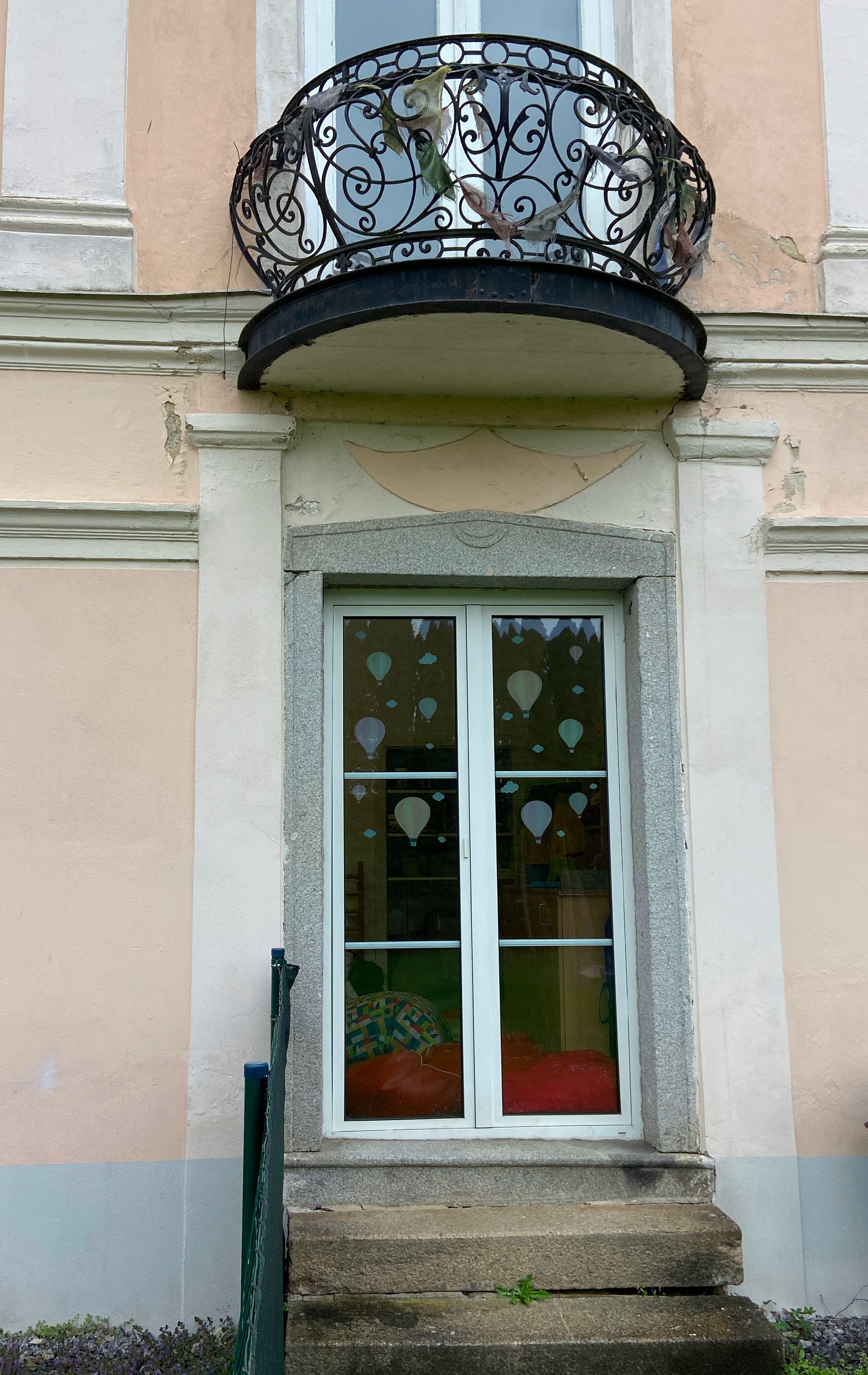
Südseitiger Eingang
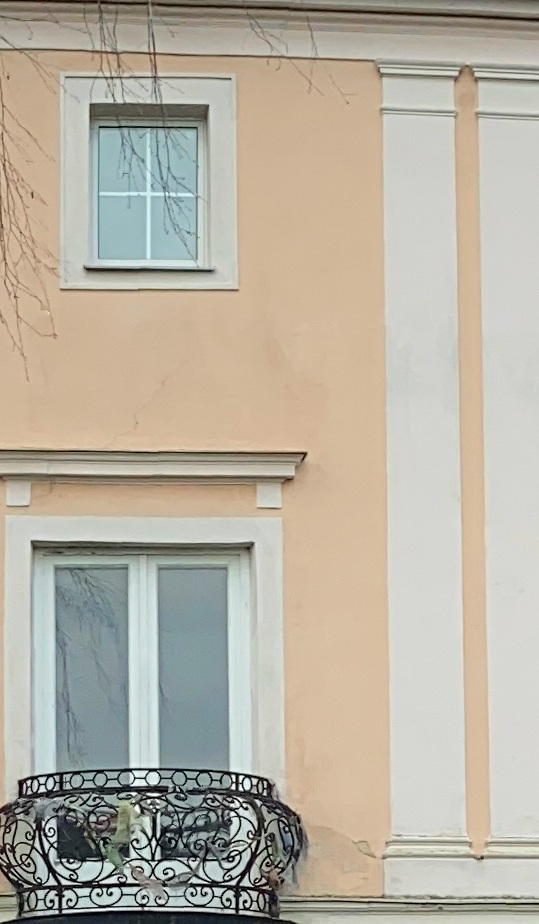
Detail Südfassade
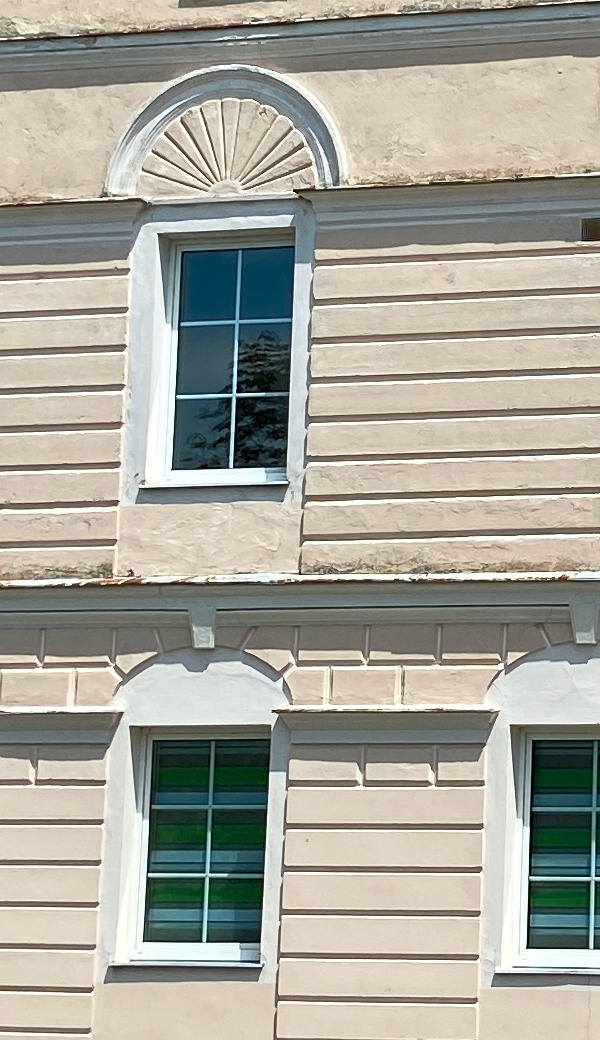
Detail Westfassade
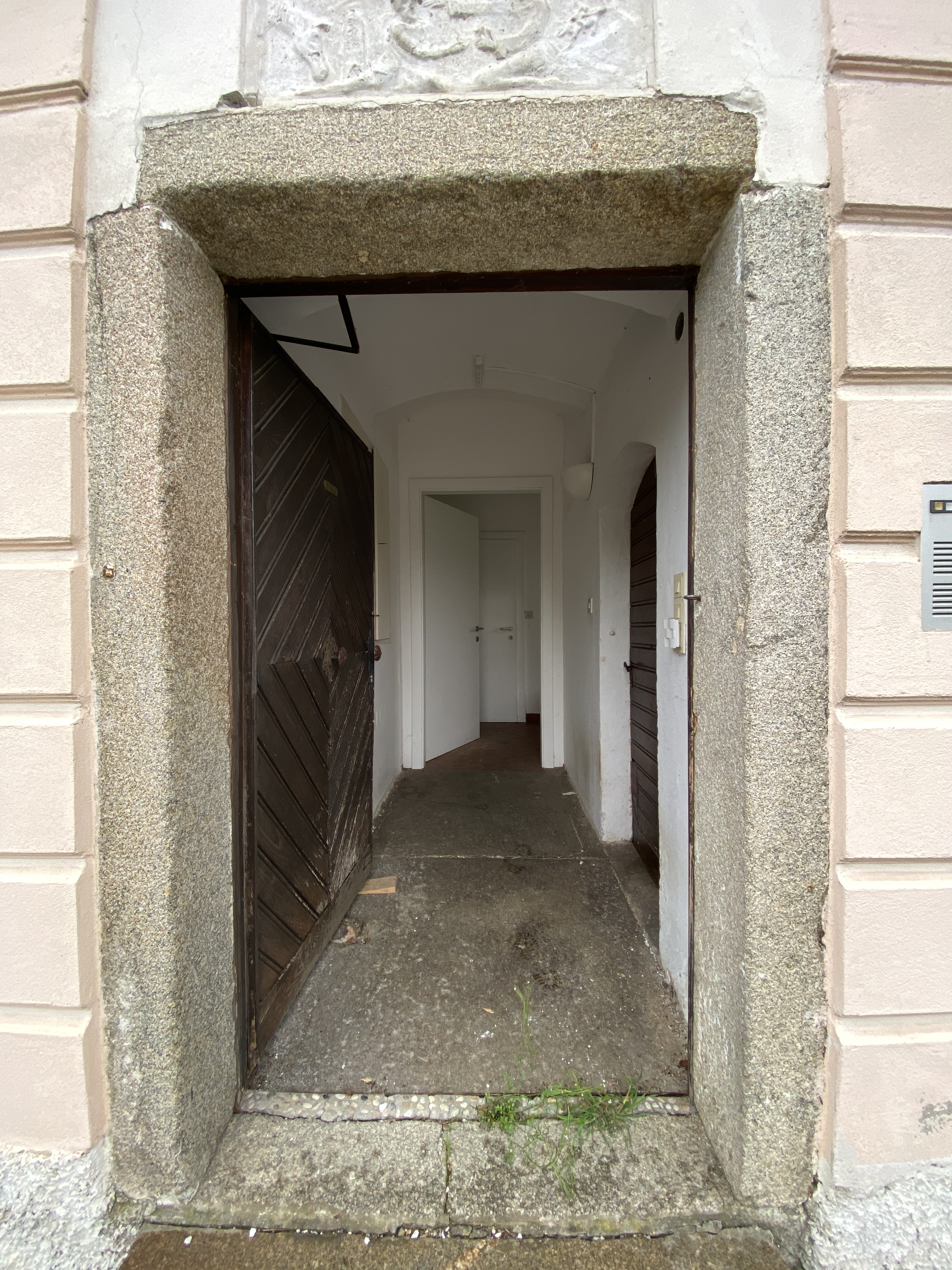
Westseitiger Eingang